# 142 857 (число)
142 857 (сто сорок две тысячи восемьсот пятьдесят семь) — натуральное число, расположенное между числами 142 856 и 142 858. Оно не является простым числом, а относительно последовательности простых чисел расположено между 142841 и 142867.

## Математические свойства
Являясь периодом разложения обыкновенной дроби {\displaystyle {\frac {1}{7}}} в десятичную дробь, обладает некоторыми интересными свойствами.

### Циклическое число

Умножение 142857 на 1,2,3,4,5,6

Если 142 857 умножать на 2, 3, 4, 5 или 6, результаты будут образованы циклическим сдвигом самого числа 142 857.
1 × 142 857 = 142 857
2 × 142 857 = 285 714
3 × 142 857 = 428 571
4 × 142 857 = 571 428
5 × 142 857 = 714 285
6 × 142 857 = 857 142
7 × 142 857 = 999 999
(заметьте, что числа справа являются периодами соответственно {\displaystyle {\frac {1}{7}}}, {\displaystyle {\frac {2}{7}}} и т. д.)

### Обобщения цикличности
Если умножать 142857 на бо́льшие целые числа, результат в некотором смысле также будет какой-либо вариацией числа 142 857 или 999 999:
000008 × 142857 = 11428560000 (после прибавления первой цифры к последней получается 142 857)
000042 × 142857 = 59999940000 (после прибавления первой цифры к последней получается 999 999)
142 857 × 142 857 = 20 408 122 449 (после прибавления последних шести цифр к первым пяти — 122 449 + 20 408 — получается 142 857)
Более формально, если разбивать полученное произведение на группы по шесть цифр, начиная с единиц, потом складывать эти группы, и повторять эту операцию, пока число имеет более 6 цифр, в конечном итоге мы придём либо к 142 857, либо к 999 999.
Результаты деления числа на 2 или на 5 (то есть умножения его на {\displaystyle {\frac {5}{10}}} или на {\displaystyle {\frac {2}{10}}} соответственно) также можно получить сдвигом:
142 857 / 2 = 71 428.5
142 857 / 5 = 28 571.4
После возведения в квадрат последних трёх цифр и вычитания из них квадрата первых трёх цифр получится также результат сдвига:
{\displaystyle 857^{2}=734449}
{\displaystyle 142^{2}=20164}
{\displaystyle 734449-20164=714285}

### Как период обыкновенной дроби
Число 142 857 также является повторяющейся последовательностью в периодической дроби {\displaystyle {\frac {1}{7}}}. Таким образом, умножение этой дроби на числа от 2 до 6 также даёт результаты, дробные части которых получаются друг из друга циклическими сдвигами:
1/7 = 0.14285714285714285714…
2/7 = 0.28571428571428571428…
3/7 = 0.42857142857142857142…
4/7 = 0.57142857142857142857…
5/7 = 0.71428571428571428571…
6/7 = 0.85714285714285714285…
Дробь 1/7 — первая обратная величина с максимальным периодом в десятичной записи (длина периода на единицу меньше знаменателя дроби). Первые несколько значений n, для которых длина периода дроби 1/n в десятичной записи равна n - 1, равны 7, 17, 19, 23, 29, 47, 59, 61, 97, 109, 113, 131.

### Другие операции
Если десятичную запись числа 142 857 разбить на две части, то есть 142 и 857, и сложить их, то получится 999. А если на 3 части, то есть 14, 28 и 57, а потом тоже сложить, то получится 99.

### Другие свойства
142 857 является также числом харшад:
{\displaystyle 142857=5291\cdot (1+4+2+8+5+7)}
и числом Капрекара:
{\displaystyle 142857^{2}=20408122449,}
{\displaystyle 142857=20408+122449.}